# Andreas Hündern
Andreas Hündern (auch Hundorn oder Huendern, * um 1465, zuletzt nachweisbar um 1506 in Breslau) war ein schlesischer Gelehrter, Lehrer und Beamter, der als Schöppenstuhlschreiber in Löwenberg und Breslau wirkte und als Autor einer lateinischen Brieflehre und eines lateinischen Gesprächsbuches für Schüler hervortrat.

## Leben
Der Sohn des Breslauer Rotgerbers Gregor Huendern bezog 1480 die Universität Krakau und wechselte 1482 an die Universität Erfurt, wo er 1487 den Grad eines Magisters erlangte. In Erfurt unterrichtete er noch im Jahre 1491. Anschließend scheint er Schulmeister geworden zu sein, ab 1494 wurde er Stadtschreiber und Schöppenstuhlschreiber in Löwenberg, im April 1497 Schöppenschreiber in Breslau, wo seine Handschrift etwa bis 1506 in den Gerichtsakten identifiziert werden konnte.
Hündern verfasste 1487 eine epistola poetica an den Dichter Hinrich Boger aus Höxter, er war außerdem bekannt mit Johannes Langer von Bolkenhain dem Älteren und Gregorius Lengesfeld alias Agricola.
In Druck ging eine Ars epistolandi nova, die 1491 in einer unbekannten Erfurter Offizin gedruckt wurde, die behelfsweise als Drucker des Hundorn bezeichnet wird. Um 1503 erschien bei Konrad Baumgarten in Breslau Hünderns Latinum Ydeoma mit lateinischen Musterdialogen über Alltagssituationen für heranwachsende Schüler.